# Ampere (микроархитектура)
Ampere — микроархитектура графических процессоров, разработанная компанией NVIDIA в качестве преемника микроархитектуры Turing. Названа в честь французского физика и математика Андре-Мари Ампера.
Была анонсирована 14 мая 2020 года. Ampere используется в графических процессорах NVIDIA A100 и GeForce 30.

## Преимущества Ampere
- 7 нм техпроцесс GA100 (NVIDIA A100)
- 8 нм техпроцесс GA10x (GeForce 30)
- Ядра трассировки лучей второго поколения
- Возможность одновременного использования трассировки лучей, шейдинга и вычислений
- NVLink 3.0
- Новое аппаратное 5-ядерное декодирование JPEG (NVJPG)
- PCI Express 4.0 с поддержкой SR-IOV
- Видеопамять GDDR6X

## Чипы Ampere
| Чип                               | GA100        | GA102        | GA103        | GA104        | GA106        | GA107        | GA10B       | GA10F |
| --------------------------------- | ------------ | ------------ | ------------ | ------------ | ------------ | ------------ | ----------- | ----- |
| Размер чипа                       | 826 мм2      | 628 мм2      | 496 мм2      | 392 мм2      | 276 мм2      | 200 мм2      | ?           | ?     |
| Транзисторы                       | 54.2 млрд    | 28.3 млрд    | 22 млрд      | 17.4 млрд    | 12 млрд      | 8.7 млрд     | ?           | ?     |
| Плотность транзисторов            | 65.6 MТр/мм2 | 45.1 MТр/мм2 | 44.4 MТр/мм2 | 44.4 MТр/мм2 | 43.5 MТр/мм2 | 43.5 MТр/мм2 | ?           | ?     |
| Кластеров обработки графики (GPC) | 8            | 7            | 6            | 6            | 3            | 2            | 2           | 1     |
| Блоков мультипроцессоров (SM)     | 128          | 84           | 60           | 48           | 30           | 20           | 16          | 12    |
| Ядра CUDA                         | 12288        | 10752        | 7680         | 6144         | 3480         | 2560         | 2048        | 1536  |
| Текстурный блоков (TMU)           | 512          | 336          | 240          | 192          | 120          | 80           | 64          | 48    |
| Блоки растеризации (ROP)          | 192          | 112          | 96           | 96           | 48           | 32           | 32          | 16    |
| Тензорных ядер                    | 512          | 336          | 240          | 192          | 120          | 80           | 64          | 48    |
| RT ядер                           | Н/Д          | 84           | 60           | 48           | 30           | 20           | 8           | 12    |
| L1 кэш                            | 24 МБ        | 10.5 МБ      | 7.5 МБ       | 6 МБ         | 3 МБ         | 2.5 МБ       | 3 МБ        | ?     |
| L1 кэш                            | 192 КБ в SM  | 128 КБ в SM  | 128 КБ в SM  | 128 КБ в SM  | 128 КБ в SM  | 128 КБ в SM  | 192 КБ в SM | ?     |
| L2 кэш                            | 40 МБ        | 6 МБ         | 4 МБ         | 4 МБ         | 3 МБ         | 2 МБ         | 4 МБ        | ?     |

## Ускоритель A100 и DGX A100

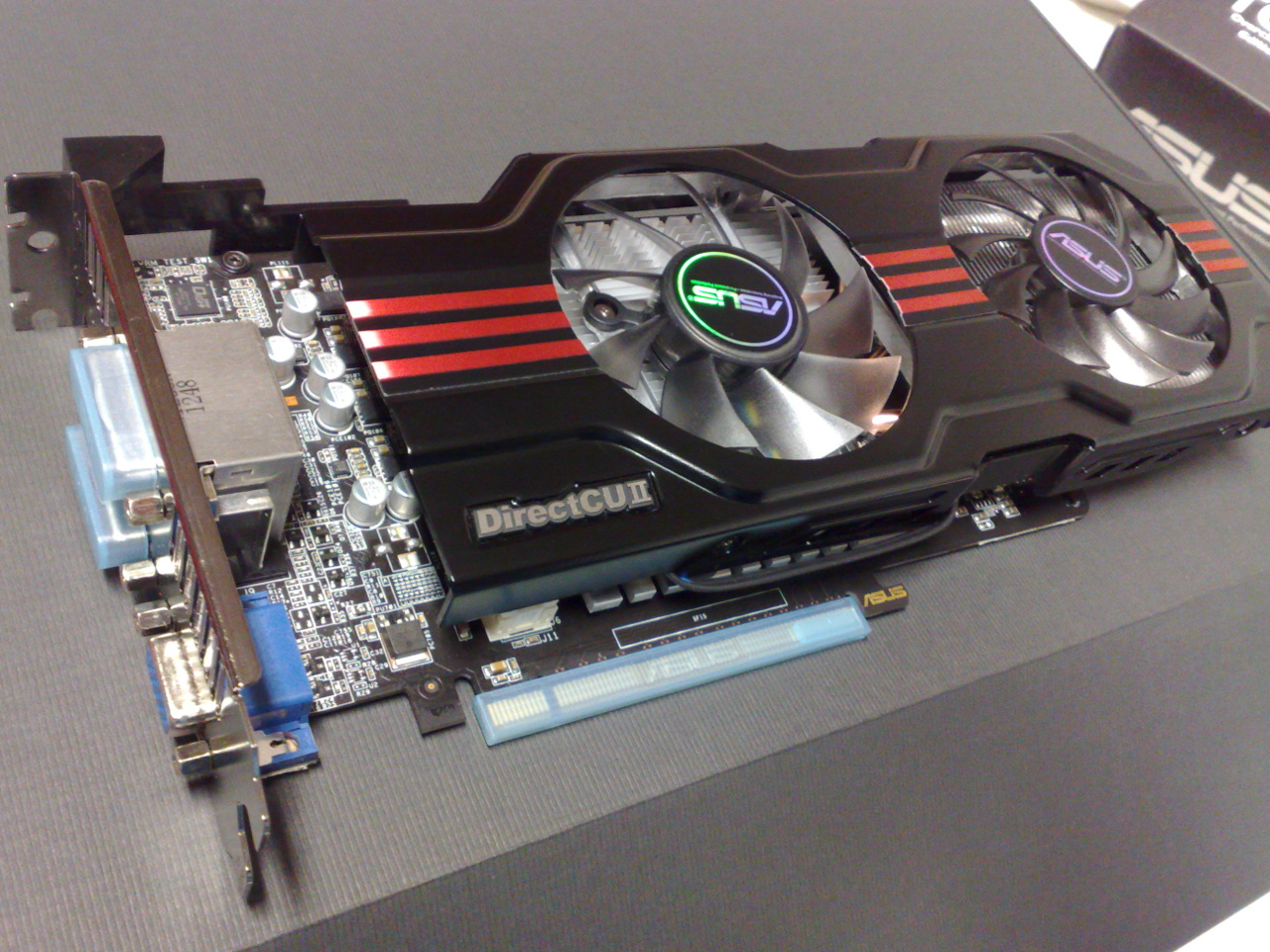
Пример 2х-слотовой карты PCIe с активным охлаждением.

14 мая 2020 года был анонсирован и выпущен ускоритель A100 на базе Ampere. A100 имеет производительность FP32 19,5 терафлопс, 6912 ядер CUDA, 40 ГБ графической памяти и 1,6 ТБ/с пропускной способности видеопамяти. Ускоритель A100 изначально был доступен только в 3-м поколении серверов DGX. В DGX A100 также входит 15 ТБ хранилища PCIe Gen 4 NVMe, два 64-ядерных процессора AMD Rome 7742 и 1 ТБ ОЗУ. Начальная цена на DGX A100 составляла 199 000 долларов.
- NVIDIA A800 Active PCIe 40GB — для рабочих станций (альтернатива Nvidia A100 для клиентов в Китае, скорость межсоединения NVLink в GPU снижена до 400 ГБ/с против 600 ГБ/с у A100, представляет собой 2х-слотовую карту PCIe с активным охлаждением).

## Модельный ряд

### Видеокарты
Видеокарты, в которых используются чипы с микроархитектурой Ampere:
- NVIDIA A100
- RTX A6000
- GeForce RTX 3090 Ti
- GeForce RTX 3090
- GeForce RTX 3080 Ti
- GeForce RTX 3080
- GeForce RTX 3070 Ti
- GeForce RTX 3070
- GeForce RTX 3060 Ti
- GeForce RTX 3060
- GeForce RTX 3050 Ti
- GeForce RTX 3050

### Чипы
- GA100
- GA102
- GA104
- GA106
- GA107

## Преемник
В декабре 2020 года появилась информация, что NVIDIA планирует показать новую микроархитектуру Ada Lovelace, названную в честь математика Ады Лавлейс, которая придёт на смену Ampere. Возможно, она станет основой для графических ускорителей серии GeForce RTX 40. Количество кластеров обработки графики в Lovelace увеличится вдвое, до 12, что позволит включать в новые графические процессоры до 72 кластеров текстурных процессоров и 144 потоковых мультипроцессоров. Точная дата выхода пока неизвестна.